# Jordan Scott
Jordan Scott (ur. 1977 w Londynie) – brytyjska fotografka i reżyserka filmowa.
Córka reżysera Ridleya Scotta i pracującej w branży reklamowej Sandy Watson. Bratanica reżysera Tony’ego Scotta.
Współtworzyła wraz z ojcem film nowelowy Wszystkie niewidzialne dzieci (2005). Jej samodzielnym pełnometrażowym debiutem reżyserskim był film Pęknięcia (2009), zrealizowany na podstawie książki Sheili Kohler z Evą Green w roli głównej.
Wyreżyserowała spoty reklamowe dla wielu znanych marek: Prada, Nike, Amazon i Land Rover.